# Saša Meršinjak
Saša Meršinjak (Niš, 19. rujna 1949. – Zagreb, 3. kolovoza 2008.), hrvatski književnik i publicist.

## Životopis
Saša Meršinjak rođen je u hrvatskoj obitelji od oca Eduarda (podrijetlom iz Zagreba) i majke Dragice rođene Kralj (podrijetlom iz mjesta Vižovlje u Hrvatskom zagorju). Otac je bio časnik Jugoslavenske narodne armije te je 1949. obitelj zbog njegove službe živjela u Nišu, a nedugo nakon rođenja Saše Meršinjaka premještena je u Skoplje. Stoga je Meršinjak do adolescentske dobi odrastao u Makedoniji. Kad se je obitelj vratila u Zagreb (nakon potresa u Skoplju), nastavio je školovanje u Gornjogradskoj gimnaziji. Prema njegovu svjedočenju gimnazijsko obrazovanje obilježio je trud da temeljito nauči hrvatski književni jezik jer, iako se je u obitelji govorio hrvatski jezik, u Skoplju je uglavnom govorio makedonski i srpski.
Oduprijevši se očevim očekivanjima da postigne vojnu karijeru, na Filozofskom fakultetu Sveučilišta u Zagrebu završio je 1974. studij filozofije i povijesti umjetnosti. Djelovao je kao slobodni umjetnik. Bio je član Društva hrvatskih književnika i Hrvatskoga PEN centra. Njegov život i djelovanje obilježilo je neprihvaćanje nametnutih autoriteta, pa i bioloških ograničenja, i imperativ osobne slobode.

## Književno djelovanje

### Proza
Kao student uređivao je Polet i Studentski list. Javio se je s naraštajem tzv. fantastičara početkom 1970-ih zbirkama pripovijedaka Akrobat (1975.) i Predstave na granici (1978.) te romanom Ispovjednik (1979.). U njima je blizak kafkijanskoj tradiciji fantastike u kojoj se tematizira odnos pojedinca i represivnih mehanizama totalitarne vlasti. U kasnijim zbirkama pripovijedaka Lude gljive (1998.) i Gordijski čvor (2002.) u svoje fantazmagorije uveo je motive bajki, sna i ratne svakodnevnice.
Pisao je također eseje, novinske članke te filmske i likovne kritike.

### Poezija
Objavio je samo dvije zbirke poezije: Šahovska polja spavača (1979.) i U ruhu gurua (1994.), no javnosti je poznatiji upravo kao pjesnik. Tomu je doprinijelo to što je 25 godina bio voditelj kultnih pjesničkih susreta Jutro poezije, koji su desetljećima svake subote okupljali zagrebačke pjesnike i umjetnike na više lokacija u Zagrebu.

## Djela
- 1975. Akrobat. Zagreb: Centar za kulturnu djelatnost Saveza socijalističke omladine.
- 1978. Predstave na granici. Zagreb: Naklada CDD.
- 1979. Ispovjednik. Čakovec: Zrinski.
- 1979. Šahovska polja spavača. Zagreb: Mladost.
- 1993. U ruhu gurua. Zagreb: Illyricum.
- 1998. Lude gljive. Zagreb: Meandar.
- 2002. Gordijski čvor. Zagreb: Matica hrvatska.